# René Martin (entomologiste)
Pour les articles homonymes, voir René Martin.
René Martin (1846-1925) est un entomologiste français spécialiste des odonates.
Résidant dans le département de l'Indre, spécialiste reconnu des libellules, il contribue à déterminer certains spécimens exotiques de la collection du muséum d'histoire naturelle de Nantes. Une partie de sa collection serait conservée au Musée des Confluences[à vérifier].
La revue semestrielle de la Société française d'odonatologie lui rend hommage par son titre,  Martinia, et consacre un fascicule complet en 2006 à sa vie et à son œuvre.

## Publications
- René Martin, « Note sur trois Odonates de Syrie [Nevropt.] », Bulletin de la Société entomologique de France, vol. 14(12),‎ 1909, p. 212-214 (lire en ligne)
- René Martin, « Un nouveau Chlorogomphus Sélys. [Nevr. Cordulegastrinae] », Bulletin de la Société entomologique de France, vol. 15(3),‎ 1910, p. 65-66 (lire en ligne)